# نادي الحالة
نادي الحالة البحريني أحد أندية الدرجة الأولى في الدوري البحريني الممتاز يعتبر نادي الحالة في محافظة المحرق ثمرة اندماج ناديي الحالة القديم مع نادي الجزيرة الذي تأسس باسم نادي الاشتراك عام 1952 قبل أن يتغير مسماه إلى فريق الجزيرة في أكتوبر 1955م وتم اشهاره رسميا كنادي من قبل إدارة الشؤن الاجتماعية {الجهة الإدارية الرسمية في الدولة في عام 1957م علماً بأن نادي الحالة تأسس باسم جمعية الحالة عام 1955 في نفس المنطقة {الحالة} في جنوب مدينة المحرق ثم تغير اسم الجمعية إلى نادي الحالة عام 1958م
وفي عام 1973م تكللت الجهود والمساعي الخيرة لرجالات الناديين {الجزيرة والحالة} وأهالي المنطقة حيث تم دمج الناديين تحت اسم نادي الحالة الذي يحمل ويرمز إلى منطقة حالة بو ماهر ويلم شمل رجالاتها وأبنائها ويعد نادي الحالة من الأندية المؤسسة للاتحاد البحريني لكرة القدم.

## أول الألقاب
وفي موسم 1960-1961م صعد فريق الجزيرة إلى مصاف أندية الدرجة الأولى ثم فاز فريق نادي الحالة ببطولة كأس الاتحاد {خروج المغلوب} قبل استحداث بطولة كاس الأمير ثم كاس جلالة الملك في موسم 75-1976م عندما تأهل فريق الحالة للمباراة النهائية لكأس الاتحاد وفاز يومها على نادي البحرين بهدفين مقابل لا شيء وتوجه الملك حمد عاهل البلاد الذي كان وليا للعهد آنذاك بطلا لكأس الاتحاد وكان الفوز بكأس الاتحاد وانتزع اللقب من عمالقة اللعبة نقطة تحول في مسيرة وطموح هذا النادي المحرقاوي المكافح
وسجّل هدفي الحالة في المباراة النهائية في مرمى نادي البحرين اللاعبان كامل غيث ويوسف تلفت في الوقت الإضافي من المباراة وبعد أن انتهى الوقت الاصلي للمباراة سلبيا بدون أهداف
وكان فريق الحالة قد بدأ مشواره إلى منصة التتويج بفوز كاسح على فريق اليرموك {أحد أندية الدرجة الأولى} بــ9 أهداف نظيفة حملت إمضاء اللاعبين كامل غيث وإبراهيم حمد زويد {ثلاثة أهداف لكل منهما} ويوسف تلفت هدفان وعلي أحمد هدف واحد وتأهل الحالة لملاقاة المحرق {حامل لقب بطل الدوري الممتاز في ذاك الموسم} وتغلب عليه في الوقت الإضافي بهدف ثمين مما فتح شهية الحالاوية وتطلعاتهم للقب وكأس البطولة وفي دور الأربعة قبل النهائي فاز الحالة على الحد {ثاني دوري الدرجة الأولى والصاعد إلى مصاف الدرجة الممتازة بنتيجة 3-1 وسجل أهدافه كامل غيث وإبراهيم زويد ويوسف تلفت فيما سجّل هدف الحد الوحيد مدافع الحالة الكابتن سعد رمضان بالخطأ في مرماه وتأهل الحالة للمباراة النهائية وفاز على البحرين بهدف مقابل لا شيء في الوقت الإضافي من المباراة وقد أقيمت المباراة النهائية باستاد مدينة عيسى الرياضي وكان مزروع بالنجيل الطبيعي في أول تجربة لزراعته منذ افتتاحه عام 1968م .

## التشكيلة الحالية
حسب موسم 2016-17:

ملاحظة: تشير الأعلام إلى المنتخب الوطني على النحو المحدد في قواعد الأهلية للفيفا. قد يحمل اللاعبون أكثر من جنسية واحدة غير تابعة للفيفا.
| الرقم | البلد            | المركز | اللاعب                |
| ----- | ---------------- | ------ | --------------------- |
|       | البحرين          | حارس   | إبراهيم لطف الله      |
|       | البحرين          | حارس   | عبد الرحمن عبد الكريم |
|       | البحرين          | حارس   | محمد الشيخ            |
|       | البحرين          | مدافع  | أحمد بوبشيت           |
|       | البحرين          | مدافع  | حمد عبد الله          |
|       | قرغيزستان        | مدافع  | دانييل تاغوي          |
|       | قرغيزستان        | مدافع  | شيرزود شاكيروف        |
|       | البحرين          | مدافع  | عبد الله بودهيش       |
|       | البحرين          | مدافع  | ماجد بلال             |
|       | غينيا الاستوائية | وسط    | بن كوناتي             |
|       | البحرين          | وسط    | جاسم عياش             |
|       | البحرين          | وسط    | علي خليفة             |

| الرقم | البلد    | المركز | اللاعب          |
| ----- | -------- | ------ | --------------- |
|       | البحرين  | وسط    | علي سلمان       |
|       | البحرين  | وسط    | محمد أحمد       |
|       | البحرين  | وسط    | محمد جميل       |
|       | البحرين  | مهاجم  | أحمد المهزع     |
|       | البرازيل | مهاجم  | ألكسندر متاو    |
|       | البحرين  | مهاجم  | حسن الحايكي     |
|       | البحرين  | مهاجم  | راشد الشروقي    |
|       | البحرين  | مهاجم  | عبد الله الدخيل |
|       | البحرين  | مهاجم  | علي منير        |
|       | البحرين  | مهاجم  | عيسى عبد الجليل |
|       | البحرين  | مهاجم  | فيصل السعدون    |
|       | البحرين  | مهاجم  | يوسف زويد       |

## إنجازات النادي
ومن إنجازات الفريق الأول لكرة القدم بنادي الحالة فوزه ببطولة الدرجة الممتازة 1978-1979م وهو إنجاز غير مسبوق له فيما فاز فريق نادي الحالة بلقبين متتاليين في مسابقة كاس الأمير سابقا أغلى الكؤوس في موسم 79-1980م، ثم في موسم 80-1981م كأس جلالة الملك حاليا
وكان فوز الحالة ببطولة الدوري بقيادة المدرب الوطني خليفة الزياني
- الدوري الممتاز (مرة واحدة)
- 1979/1978
- دوري الدرجة الأولى (مرة واحدة)
- 2006/2005
- كأس ملك البحرين
- الوصيف مرة واحدة 2007
- كأس الأمير ( ثلاث مرات )
- 1976 - 1980 - 1981
- كأس الأمير
- الوصيف مرة واحدة
- 1999